# Landrace danois
Le landrace danois, autres noms : en anglais Danish Landrace, en danois dansk Landfår,  hedefår (mouton des bruyères) ou klitfår (mouton des dunes), est une race de moutons endémique du Jutland. Cette race de petite taille avec environ un millier d'individus de nos jours a failli disparaître dans les années 1980, et elle est encore en danger d'extinction.
Le landrace danois descend d'une race ancienne de campagne du Nord de l'Allemagne, le mouton des bruyères, et du mérinos, avec des croisements avec l'English Leicester (en) et l'Oxford sheep (en) dans les années 1900,,. C'est un mouton plutôt sans cornes, mais 10 % des mâles présentent des cornes. Il est essentiellement élevé pour sa laine et pour l'entretien paysager.

## Source de la traduction
- (en) Cet article est partiellement ou en totalité issu de l’article de Wikipédia en anglais intitulé « Danish Landrace (sheep) » (voir la liste des auteurs).